# نای‌دیس

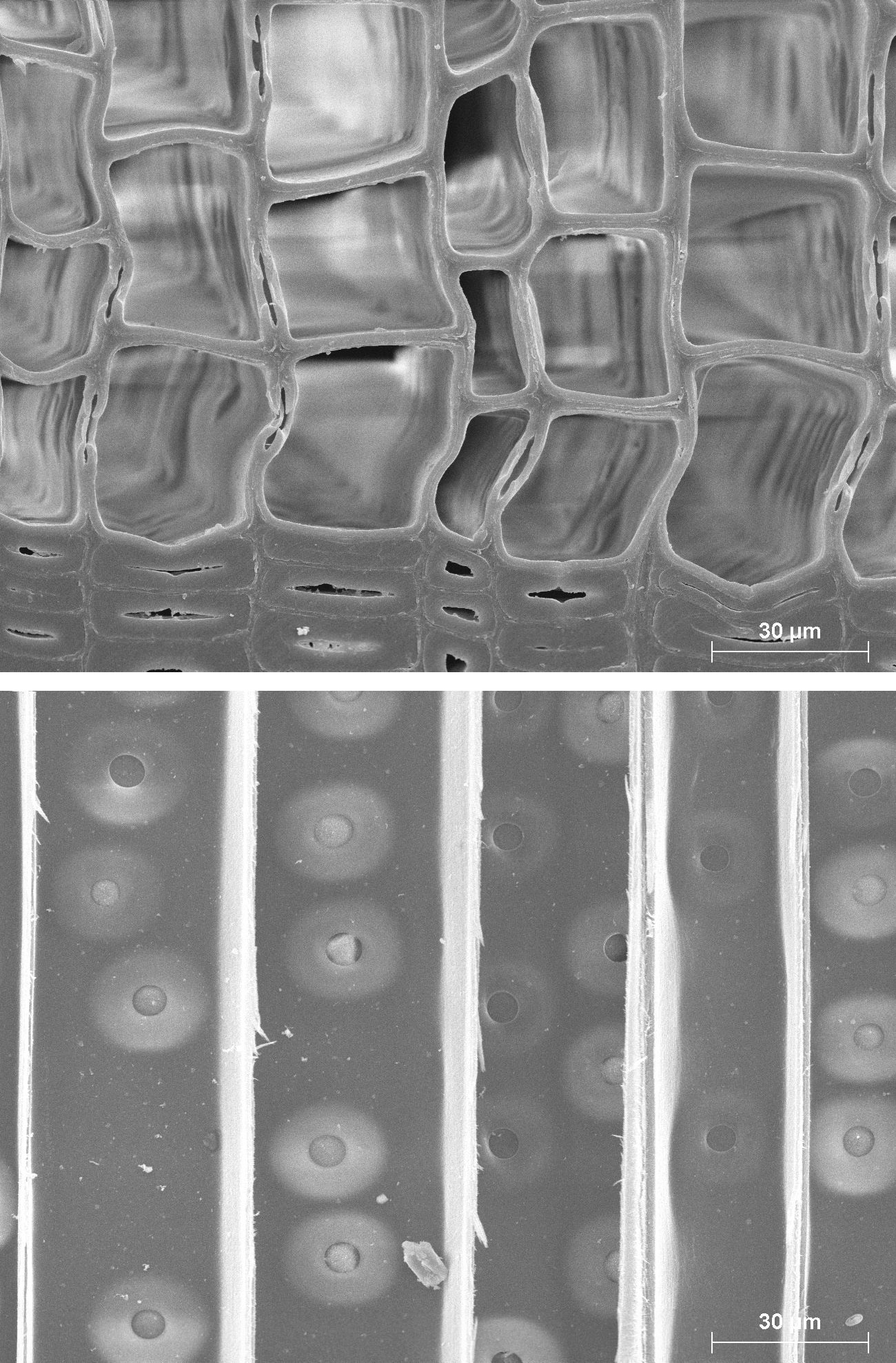
نای‌دیس‌های یک کاج نوئل.

نای‌دیس یا تراکئید (Tracheid) عنصر هادی ابتدایی در آوند چوبی بسیاری از گیاهان است که دوکی‌شکل، باریک و طویل می‌باشد. نای‌دیس‌ها آوندهای چوبی ناقص هستند.
بافت چوبی از چهار نوع سلول تشکیل شده‌است که عبارتند از: نای‌دیس، آوند چوبی Vessel، فیبر و پارانشیم چوبی، که مهمترین آنها نای‌دیس‌ها و آوندهای چوبی به عناصر نای‌دیسی معروف‌اند و غیر زنده هستند.
نای‌دیس یاخته منفرد دوکی‌شکل مرده‌ای است که در امتداد اندام، طویل شده‌است. برخلاف برخی از عناصر آوندی دو انتهای آن باز نیست و جزو آوندهای ناقص به‌شمار می‌آید. حرکت شیره خام از خلال سوراخ‌هایی انجام می‌شود که در بدنهٔ نای‌دیس قرار دارند. نای‌دیس‌ها از نظر تکاملی پایین‌تر از عناصر آوندی بوده و در گیاهان کم تکامل یافته مانند سرخس‌ها و بازدانگان یافت می‌شود.
نای‌دیس‌ها یاخته‌هایی کشیده با دو انتهای باریک هستند که در ساختمان اندام‌های مختلف گیاهی به صورت‌های خاصی پشت سر هم قرار می‌گیرند طوری که انتهای باریک آنها به صورت همپوشان واقع می‌شود. یاخته‌های نای‌دیسی با این آرایش منظره خانه خانه به خود می‌گیرند که با نام آوند ناقص خوانده می‌شوند. در جریان تمایزیابی نای‌دیس‌ها سلول‌ها به تدریج محتویاتشان را از دست می‌دهند و در پایان تمایزیابی می‌میرند و به شکل محفظه‌هایی توخالی درمی‌آیند.
پدیده تمایزیابی در این بافت‌ها با لیگنینی شدن دیواره همراه است. ماده لیگنین پیش از مرگ سلولها به صورت ناپیوسته و به اشکال مختلف روی دیواره اولیه نهاده می‌شود. تزئینات لیگنین که به این ترتیب تشکیل می‌شود. بر اساس نحوه رسوب لیگنین انواع مختلف نای‌دیس مثل حلقوی و مارپیچی را در نهان‌زادان آوندی و هاله‌ای یا قرصی را در بازدانگان به‌وجود می‌آورد. سلولهای نای‌دیسی به علت نحوه قرارگیری در اندام‌هادی گیاهی و داشتن لیگنین نه تنها در نقش انتقال دهنده در پیکر گیاه می‌باشد بلکه نقش استحکام بخش را نیز بر عهده دارد. انتقال آب و املاح معدنی در نای‌دیس‌ها از طریق لانها یا پیت صورت می‌گیرد.